# José María Salcedo
José María Salcedo (Concepción, Chile, 16 de noviembre de 1809-Santiago, Chile, 6 de febrero de 1879) fue un marino peruano-chileno que hizo toda su carrera naval en la armada peruana desde que se tituló de guardiamarina el 22 de abril de 1822. Fue el primer comandante del monitor Huáscar durante su viaje de traslado desde el Reino Unido a Perú en 1866. Llegó a ser comandante general de la Marina de Guerra del Perú.

## Biografía
Yo no tengo la culpa de no haber nacido en el Perú, porque no dependió de mi voluntad. Ingresé al país el año de 1818 y por la constitución que nos rige soy peruano de nacimiento y no tengo, a Dios gracias, ninguna mancha en mi carrera pública ni vida privada
Carta de José María Salcedo al presidente Mariano Ignacio Prado. 1 de diciembre de 1865

Fue hijo de Antonio Salcedo y Ugalde (Valdivia, 1750-Lima, h. 1820), oficial chileno de caballería del ejército realista, y de Margarita Carvallo, dama chilena, hija de Vicente Carvallo y Goyeneche. Tras la independencia de Chile (1818), toda su familia se trasladó a Perú. Al poco tiempo, su madre enviudó, y la carencia de recursos en el hogar hizo que fuera inscrito como grumete en el servicio naval peruano, fundado por el gobierno del Protectorado de San Martín. Egresó como guardiamarina y fue destinado como ayudante del director de Marina, el general chileno Luis de la Cruz.
En abril de 1822, se embarcó en la fragata Protector, tomando parte en la Primera Campaña de Intermedios. Pasó luego a la corbeta Libertad, a bordo de la cual tomó parte en la Segunda Campaña de Intermedios. Fue ascendido a alférez de fragata en enero de 1825 y pasó a la goleta Macedonia, en la que asistió al segundo sitio del Callao. En 1830 pasó a la Escuela Central de Marina y en 1833 fue ayudante del director del Colegio Militar.
Luego fue sucesivamente comandante de la goleta Limeña (1835) y la corbeta Libertad (1835). Volvió a Chile en 1836 y trabajó en barcos mercantes. No participó en las guerras contra la Confederación Perú-Boliviana. Regresó a Perú, donde comandó el bergantín Constitución (1843) y la corbeta Yungay (1844). Durante el gobierno del general José Rufino Echenique, fue comisionado a Europa para supervisar la construcción de la fragata Apurímac y los vapores Loa y Tumbes (1852-1855), que llevó a Perú completamente artillados. En 1855 pasó a comandar la Apurímac y en 1862 la fragata Amazonas.

Óleo del pintor peruano Fernando Saldías que representa al monitor Huáscar.

En 1863 fue nuevamente enviado a Europa con la misión de supervisar las adquisiciones de las corbetas Unión y América. Ya por entonces era capitán de navío. En 1864, representó al gobierno peruano en el contrato de la construcción del monitor Huáscar, realizado en el astillero Laird & Brothers, en Birkenhead, Reino Unido. Simultáneamente, en los astilleros de Samuda Brothers, de Poplar, se construía otro buque blindado, la fragata Independencia. Ambas naves formaban parte del plan del gobierno peruano para potenciar su escuadra en los días del conflicto con España. Culminada la construcción de ambos buques, Salcedo pasó a ser el jefe de la división de blindados, tomando el mando del Huáscar, mientras que Aurelio García y García lo hacía en la Independencia. En el trayecto rumbo a Perú, se desató una violenta odiosidad entre ambos marinos que se prolongó por varios años. Varios oficiales peruanos hicieron también notar su descontento con el mando de Salcedo, azuzados, según se dice, por García y García. Los buques peruanos llegaron a Valparaíso el 11 de junio de 1866 y Salcedo fue removido de su cargo por orden del gobierno peruano. Ya por entonces había finalizado la amenaza de la Escuadra española del Pacífico, tras el combate del Callao del 2 de mayo de 1866.
De regreso a Lima, fue nombrado comandante general de la Escuadra y luego comandante general de Marina. En diciembre de 1869 obtuvo licencia por enfermedad, pasando a residir definitivamente en Chile. Aurelio García y García consideró esto como una «fuga» y lo calificó de «traidor y cobarde que huyendo del campo de honor y sustrayéndose al de la justicia, únicos en que los caballeros y hombres de bien deben arreglar sus diferencias, se ausenta secretamente del país [...]».
Se casó con la penquista Carmen Urmeneta Pérez, y en segundas nupcias con la chillaneja Emilia del Solar Correa. Falleció en la capital chilena en 1879, poco antes del estallido de la Guerra del Pacífico, que enfrentó a Chile contra Perú y Bolivia.

## Biografías
- Basadre Grohmann, Jorge (2005). Historia de la República del Perú (1822 - 1933). Tomo 6. Empresa Editora El Comercio S. A. Lima. ISBN 9972-205-68-1.
- Ortiz Sotelo, Jorge - Castañeda Martos, Alicia (2007). Diccionario Biográfico Marítimo Peruano. Asociación de Historia Marítima y Naval Iberoamericana. Lima. ISBN 978-9972-877-06-3.
- Torres Marín, Manuel (1988). Varias Historias del Mar. Editorial Andrés Bello, Santiago.